# Premio Nobel de la Paz de 2012
El premio Nobel de la Paz de 2012 fue concedido a la Unión Europea por "haber contribuido a lo largo de seis décadas al avance de la paz y reconciliación, la democracia y los derechos humanos en Europa". El Comité Noruego del Nobel, en aquel entonces por Thorbjørn Jagland, quiso que este galardón sirviera de contrapeso a la grave crisis económica que atravesaba el Viejo Continente, haciendo hincapié en el papel estabilizador que había jugado la Unión.
La concesión del premio fue celebrada por los líderes de las instituciones europeas, así como por los jefes de Estado y de Gobierno de los distintos Estados miembros. No obstante, la elección de la Unión Europea no estuvo exenta de polémica, recibiendo críticas de Desmond Tutu, Mairead Maguire o Adolfo Pérez Esquivel, todos ellos anteriores ganadores del premio Nobel de la Paz.
Todo laureado con un premio Nobel recibe una suma de dinero (930.000 euros en 2012), cantidad la cual la Unión Europea decidió doblar hasta los dos millones de euros para dedicarla a "niños a quienes se les niega la oportunidad de crecer en paz". En el año posterior a la concesión del galardón, más de 28.000 niños se vieron beneficiados a través de los cuatro programas educativos por cuya financiación se optó. Como legado de la concesión del premio Nobel a la Unión, se decidió continuar con esta iniciativa, financiando programas educativos en zonas de conflicto.

## Selección y anuncio
Alfred Nobel firmó su tercer y último testamento el 27 de noviembre de 1895. Mediante él establecía que, tras su muerte, el caudal relicto que dejaba se usaría para galardonar a aquellos que hicieran contribuciones de especial importancia para la humanidad. Uno de los premios que debían concederse iría destinado a "campeones de la paz" elegidos por un comité de cinco personas, las cuales serían seleccionadas para el cargo por el Storting, nombre que recibe el parlamento noruego. El comité que debía elegir al ganador del premio Nobel de la Paz de 2012 estaba formado por Thorbjørn Jagland (quien presidía el comité), Kaci Kullmann Five, Inger-Marie Ytterhorn, Berit Reiss-Andersen y Gunnar Stålsett. Este último miembro del comité sustituía a Agot Valle, miembro del comité que se encontraba de baja por enfermedad.
El Comité recibió 231 nominaciones para el premio Nobel de la Paz de 2012, 43 de las cuales eran de organizaciones. Los nombres de los candidatos no son publicados por el Comité hasta cincuenta años después de la elección, de manera que los nombres que circulan por los medios de comunicación provienen de la especulación periodística o de filtraciones de aquellos que han promovido la nominación. En 2012 algunos de estos nombres sobre los que se habló fueron los de Bill Gates, Bradley Manning, Bill Clinton, Moncef Marzouki, Yulia Tymoshenko o Svetlana Gannushkina.
El 12 de octubre de 2012, el presidente del Comité, Thorbjøn Jagland, compareció ante los medios de comunicación para anunciar el ganador del premio Nobel de la Paz de 2012, leyendo el siguiente comunicado:

El Comité Noruego del Nobel ha decidido que el ganador del premio Nobel de la Paz de 2012 debe ser la Unión Europea. La Unión y sus precursores han contribuido a lo largo de seis décadas al avance de la paz y reconciliación, la democracia y los derechos humanos en Europa.

En el período de entreguerras, el Comité Noruego del Nobel otorgó varios premios a personas que buscaban la reconciliación entre Alemania y Francia. Desde 1945, dicha reconciliación se ha convertido en una realidad. El terrible sufrimiento que conllevó la Segunda Guerra Mundial dejó clara la necesidad de una nueva Europa. A lo largo de setenta años, Alemania y Francia se habían enfrentado en tres guerras. Hoy en día, una guerra entre Alemania y Francia es algo impensable. Esto demuestra cómo, a través de esfuerzos certeros y cimentando el establecimiento de una confianza mutua, enemigos históricos pueden convertirse en socios cercanos.

En la década de los 80, Grecia, España y Portugal se adhirieron a la UE. Su democratización fue una condición para que se convirtieran en Estados miembros. La caída del muro de Berlín hizo posible la adhesión a la UE de varios países del centro y del este de Europa, comenzando así una nueva era en la historia europea. La división entre el Este y Occidente ha llegado en gran medida a su fin; la democracia se ha fortalecido; numerosos conflictos nacionales de origen étnico han sido resueltos.

El ingreso de Croacia como miembro de la UE el próximo año, la apertura de negociaciones de adhesión con Montenegro y la concesión del estatuto de candidato a Serbia son realidades que fortalecen el proceso de reconciliación en los Balcanes. En la última década, la posible adhesión a la UE de Turquía ha hecho también que avancen la democracia y los derechos humanos en ese país.

La UE atraviesa actualmente graves dificultades económicas y el malestar social es considerable. El Comité Noruego del Nobel desea poner el foco de atención sobre lo que considera el resultado más importante de la UE: la exitosa lucha por la paz y la reconciliación y por la democracia y los derechos humanos. El papel estabilizador desempeñado por la UE ha ayudado a que la mayor parte de Europa pase de ser un continente de guerra a un continente de paz.

La labor de la UE representa "la fraternidad entre las naciones" y se asimila a los "congresos por la paz" a los que Alfred Nobel se refirió como criterios para la concesión del premio de la Paz en su testamento de 1895.

## Entrega

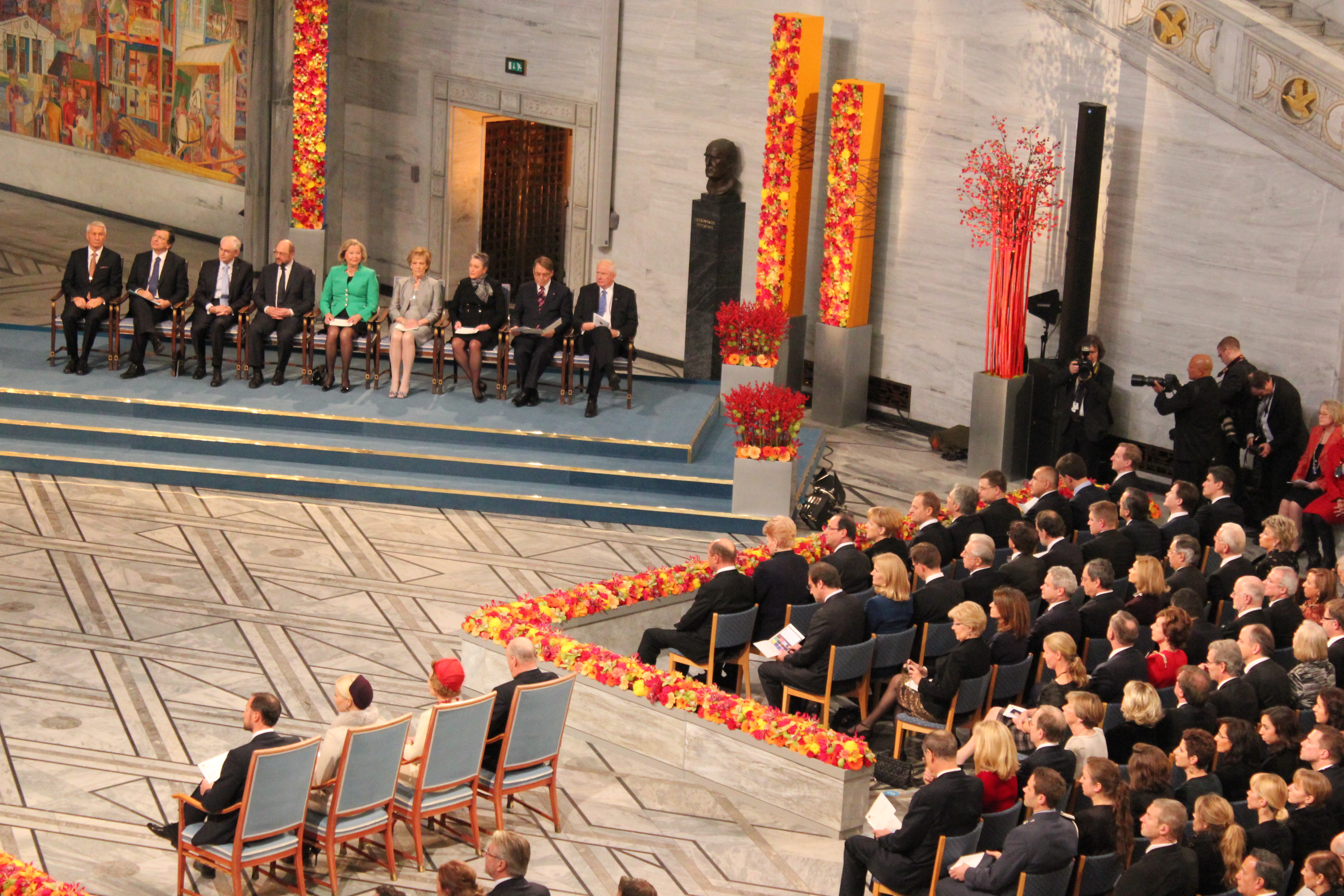
Ceremonia de entrega de 2012.

La ceremonia de entrega del premio Nobel de la Paz se celebra cada 10 de diciembre en el ayuntamiento de Oslo en presencia de la familia real noruega. En 2012, José Manuel Durão Barroso, Herman Van Rompuy y Martin Schulz aceptaron el premio en nombre de la Unión Europea, y de sus ciudadanos. A la ceremonia asistieron también 21 jefes de Estado y de Gobierno de entre los 27 Estados miembros con los que contaba entonces la Unión.
En su discurso, Van Rompuy subrayó que este premio pertenece y "rinde homenaje a todos los europeos que han contribuido a la paz" y defendió además que la Unión demostraba que se podía romper el ciclo de violencia. Por su parte, Thorbjøn Jagland destacó en su intervención el "gran simbolismo" que tenía que estuvieran sentados uno junto al otro el jefe de Estado de Francia, François Hollande, y la canciller alemana, Angela Merkel. Barroso se ocupó de recordar las guerras y dictaduras que habían asolado Europa, las cuales se habían superado a través de las instituciones europeas.

## Reacciones y legado
La concesión del premio Nobel de la Paz a la Unión Europea resultó inesperada y fue una sorpresa. El galardón fue calificado como un honor y un orgullo por Van Rompuy, Durão Barroso, Ashton y Schulz, que por aquel entonces ocupaban los cargos de presidente del Consejo Europeo, presidente de la Comisión, Alta Representante y presidente del Parlamento Europeo, respectivamente. Antiguos responsables del proceso de construcción europeo también hicieron declaraciones: Javier Solana lo entendió como "un reconocimiento a tantos años de paz en un continente que había sido causa de tantas guerras" y Jacques Delors esperaba que las sociedades y los jefes de Estado europeos tomaran el galardón como un "estímulo". También compartieron su alegría distintos jefes de Estado y de Gobierno de los Estados miembros de la Unión como Angela Merkel, François Hollande o Mariano Rajoy.
No obstante, la elección de la Unión Europea también fue objeto de críticas. Se despertó una fuerte controversia en Noruega, donde la adhesión a la Unión Europea ha sido siempre una cuestión candente. Junto a ello, se destacó que selección de la Unión se produjo en ausencia de Agot Valle, miembro del Comité que estaba de baja por enfermedad y era sustituida por el antiguo arzobispo de Oslo, Gunnar Stålsett. Valle, que forma parte de la organización Nei til EU (No a la UE), había bloqueado en otras ocasiones la concesión del Nobel a la Unión Europea, por lo que su ausencia hizo que ese obstáculo presente en otras ocasiones, no se diera en la deliberación de 2012.
El hecho de que la Unión Europea fuera galardonada también recibió fuertes críticas por parte de Desmond Tutu, Mairead Maguire o Adolfo Pérez Esquivel, todos ellos anteriores ganadores del premio Nobel de la Paz, quienes firmaron una carta abierta en la que defendían que la Unión Europea no era uno de los campeones de la paz en los que pensó Alfred Nobel al redactar su testamento.
El premio Nobel consta de una medalla de oro y un diploma, que guardan las instituciones europeas en nombre de la Unión, y de un premio en metálico. La suma de dinero (930.000 euros en 2012) fue destinada a programas educativos en zonas conflictivas, doblando además la cantidad, llegando así hasta los dos millones de euros de financiación. Estos proyectos se llevaron a cabo en Irak, Pakistán, Colombia, Ecuador, Etiopía y la República Democrática del Congo, con la ayuda de organizaciones sin ánimo de lucro como Save the Children y de otras instituciones como UNICEF o ACNUR. La Unión Europea decidió continuar con estos proyectos en los años posteriores y dobló el presupuesto de nuevo llegando hasta los cuatro millones de euros, para que quedara así un legado del Nobel de la Paz.